# Hebrecht (waterschap)
Hebrecht is een voormalig waterschap in de provincie Groningen.
Het waterschap werd in 1919 opgericht om de werken van de ontginning de landbouwmaatschappij Westerwolde te onderhouden in het gebied van Hebrecht. De voornaamste taak was de zorg voor de waterhuishouding. In 1947 werden de waterschappen Hebrecht en Honderd Deimt samengevoegd tot de Vijf Venen.
Waterstaatkundig gezien ligt het gebied sinds 2000 binnen dat van het waterschap Hunze en Aa's.